# Andrzej Ciesielski (artysta)
Andrzej Ciesielski (ur. 1946, zm. 2022) – polski artysta, malarz, rysownik, twórca instalacji. Studiował na Wydziale Sztuk Pięknych Uniwersytetu im. Mikołaja Kopernika w Toruniu. Uzyskał dyplom w 1971 roku. Od 1972 roku mieszka i tworzy w Koszalinie. Uczestnik niezależnego ruchu artystycznego w Polsce. W latach 1997–2007 był wykładowcą w Instytucie Wzornictwa Politechniki Koszalińskiej.
Uczestnik niezależnego ruchu artystycznego. Od 1986 roku prowadził Galerię Na Plebanii, a w latach 1990-2002 prywatną, autorską Galerię Moje Archiwum w Koszalinie.
Za niezależną działalność artystyczną i organizacyjną w 1990 roku otrzymał nagrodę Polcul Foundation. W latach 1980–1981 współtworzył i prowadził dwie edycje Spotkań Artystów, Naukowców i Teoretyków Sztuki w Osiekach. W latach 1987–1991 współorganizował spotkania artystyczne „Zapraszam do pracy” w Karlinie oraz Darłowie. W latach 1996–1999 współorganizował i brał udział w Europejskich Spotkaniach Artystów w Bornem Sulinowie, a od 2001 roku wraz ze Stanisławem Wolskim organizuje doroczne Multimedialne Spotkania Artystyczne w Lubieszewie k. Złocieńca i w Kaliszu Pomorskim.
Od 2010 roku jest prezesem Fundacji Moje Archiwum.

## Twórczość

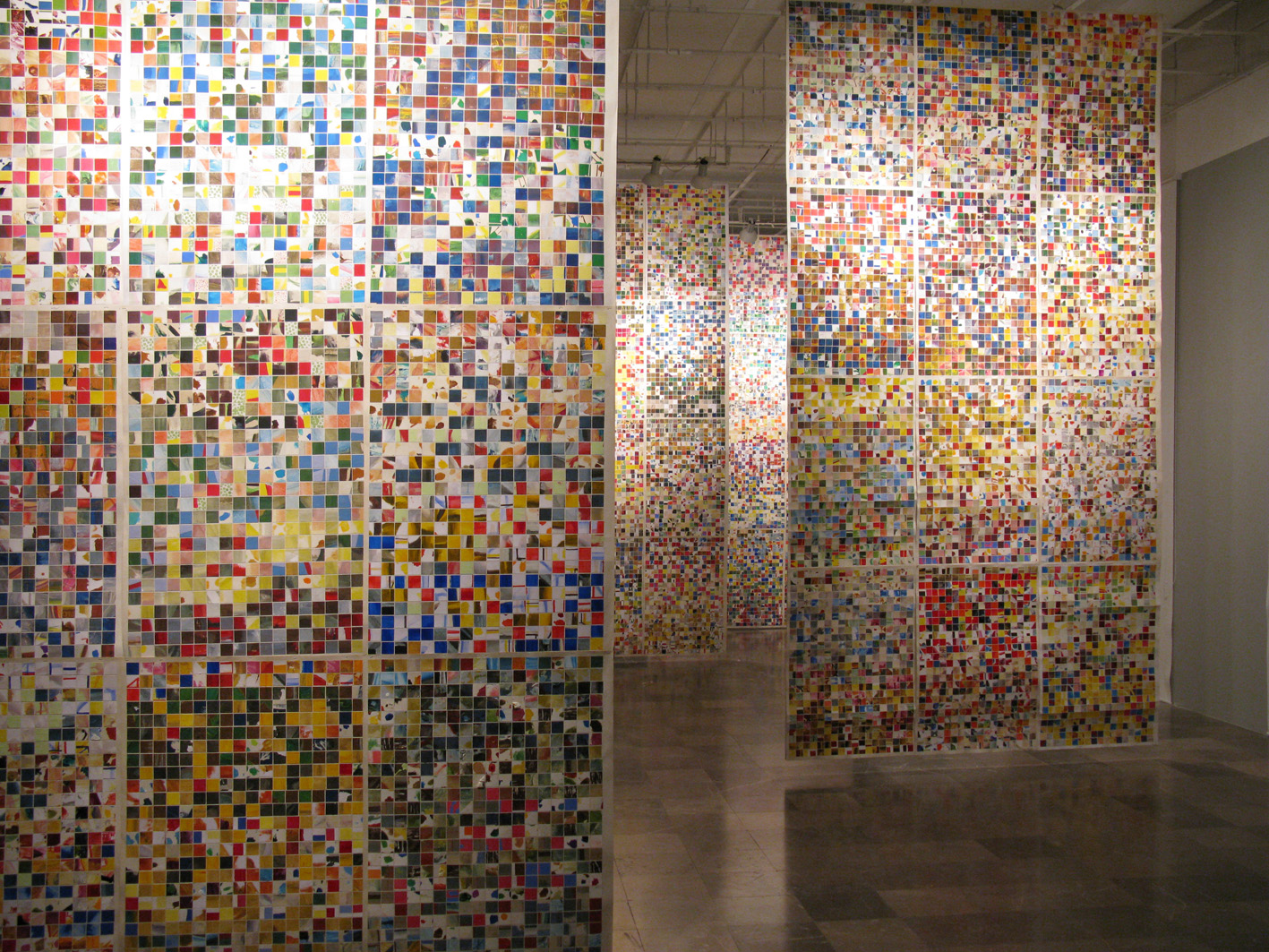
Andrzej Ciesielski: „Malarstwo”, przy okazji wystawy indywidualnej w Muzeum Narodowym w Szczecinie, luty 2009

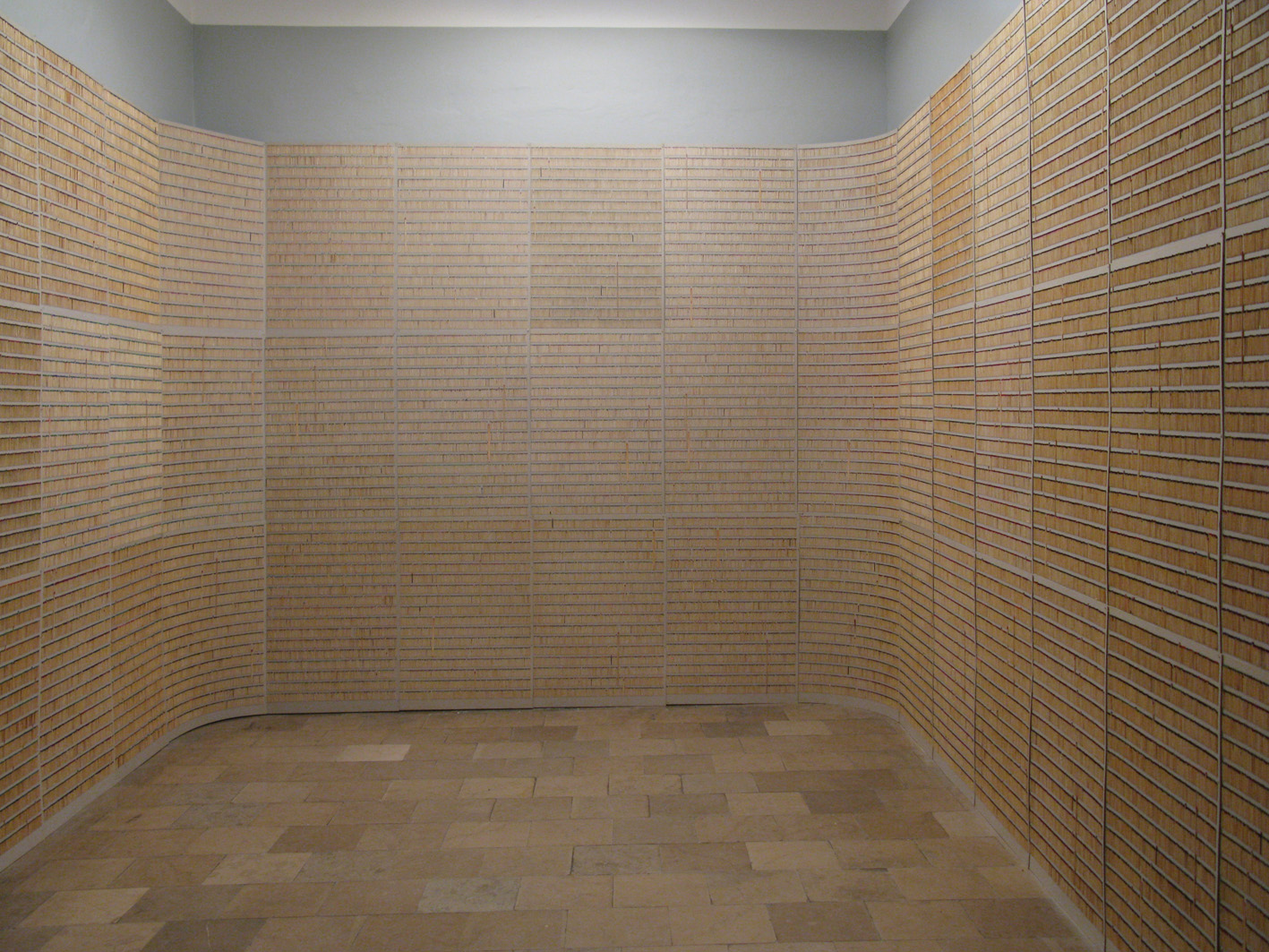
Andrzej Ciesielski: „Szukam indywidualności”, przy okazji wystawy indywidualnej w Muzeum Narodowym w Szczecinie, luty 2009

Twórczość Andrzeja Ciesielskiego wywodzi się z nurtu sztuki awangardowej i konceptualnej. Największy wpływ na przebieg jego kariery artystycznej miały plenery osieckie, na których poznał artystów awangardowych z całej Polski. Sam był współorganizatorem dwóch ostatnich plenerów w roku 1980 oraz 1981. Zrealizował cykle prac: „Malarstwo i rysunek”, „Szukam Indywidualności”, „Piszęcosłyszę”, „Język geometrii”, „Dowody podróży”, „Kącik geograficzny”.

## Moje Archiwum
Poza działalnością artystyczną Ciesielski zajmuje się również organizacją wydarzeń w obszarze sztuki współczesnej. Równolegle oraz po ostatnich plenerach osieckich organizował plenery i spotkania w Karlinie, Miastku i w Darłowie a później w Bornem Sulinowie, Lubieszewie i Kaliszu Pomorskim. W oparciu o pierwsze doświadczenia organizacyjne założył w 1986 roku Galerię Na Plebanii, która to po jej zamknięciu w 1990 roku korzystała z gościnności różnych miejsc sztuki w tym też mieszkań prywatnych. W 1990 roku założył Galerię Moje Archiwum, w której kontynuował swoją działalność kuratorską i popularyzatorską na rzecz sztuki współczesnej. Od samego początku swojej działalności zbiera dokumenty pracy twórczej z całej Polski ze szczególnym uwzględnieniem artystów zaprzyjaźnionych oraz artystów poruszających się w podobnym obszarze. Mimo zamknięcia Galerii w 2002 roku, Ciesielski gromadzi nadal dokumenty i obiekty sztuki tworzące Moje Archiwum. Od 2010 roku opiekę nad zbiorami i działalnością promującą wyselekcjonowany przez Ciesielskiego kierunek sztuki sprawuje Fundacja Moje Archiwum. Sam nie oddziela działalności archiwizacyjnej od pracy artystycznej prezentując często wraz ze swoją sztuką Archiwum oraz jego artystów.

## Wystawy indywidualne
- 1974 – Rysunek, KMPiK, Toruń
- 1975 – Rysunki (z M. Wawrynem), BWA, Koszalin
- 1976 – (z W. Kolk) Galeria Gladsaxe, Gladsaxe
- 1978 – Malarstwo, BWA, Koszalin
- 1978 – Malarstwo, Galeria U, Koszalin
- 1983 – Rok, mieszkanie prywatne, Bydgoszcz
- 1983 – Dowody podróży, mieszkanie prywatne, Koszalin
- 1984 – Piszę co słyszę, mieszkanie prywatne, Koszalin
- 1985 – U Zdzicha. Piszę co słyszę, mieszkanie prywatne, Koszalin
- 1987 – Piszęcosłyszę, Galeria Wschodnia, Łódź
- 1991 – Papier, Galeria Labirynt 2, Lublin
- 1991 – Andrzej Ciesielski. Moje Archiwum, BWA Galeria Północna, Szczecin
- 1994 – Malarstwo i rysunek, DSiA, Koszalin
- 1995 – Malarstwo i rysunek II, Galeria Miejska, Wrocław
- 1995 – Rysunek i malarstwo III, Galeria Amfilada, Szczecin
- 1996 – Moje Archiwum, Bałtycka Galeria Sztuki, Ustka
- 1996 – Andrzej Cieiselski i Moje Archiwum, Wieża Ciśnień, Bydgoszcz
- 1996 – Malarstwo i rysunek IV, Stowarzyszenie Artystyczne Wieża Ciśnień, Bydgoszcz
- 1998 – Malarstwo i rysunek V, Galeria Wschodnia, Łódź
- 1998 – Malarstwo i rysunek VI, Galeria Kont, Lublin
- 2001 – Malarstwo i rysunek VII, Muzeum w Koszalinie, Koszalin
- 2007 – Malowanie i rysowanie VIII, Bałtycka Galeria Sztuki Współczesnej, Słupsk
- 2007 – Benefis, czyli symulacje linii podziału (ze St. Wolskim), Galeria Scena, Koszalin
- 2008 – Projekty witraży, Ośrodek Kultury, Drawsko Pomorskie
- 2008 – Dowody podróży, Centrala Artystyczna, Koszalin
- 2009 – Andrzej Ciesielski, Muzeum Narodowe, Szczecin
- 2010 – Działanie signum, Galeria Scena, Koszalin
- 2013 – Błahostki i drobiazgi, Galeria Scena, Koszalin
- 2014 – Kolekcje, Galeria Sztuki Najnowszej, Gorzów Wielkopolski
- 2017 – Moje Archiwum; Miejsce Sztuki 44, Świnoujście

## Wystawy zbiorowe, plenery i spotkania
- 1972 – V Plener młodych, Miastko
- 1973 – VI plener młodych, Miastko
- 1973 – Ogólnopolskie Spotkania Młodych Artystów i Teoretyków Sztuki, Konin
- 1974 – Festiwal Młodego Malarstwa, Grafiki i Rzeźby, BWA, Sopot
- 1974 – XII Spotkania Artystów, Naukowców i Teoretyków Sztuki w Osiekach, Osieki
- 1974 – VII Plener młodych, Miastko
- 1975 – Wystawa z okazji 20-lecia ZO ZPAP w Koszalinie, BWA, Koszalin
- 1976 – XIV Spotkania Artystów, Naukowców i Teoretyków Sztuki w Osiekach, Osieki
- 1976 – Plastyka Wybrzeża Środkowego, BWA, Koszalin
- 1976 – Graphische Kunst und Zeichnungen. Grafika i rysunek, Kulturzentrum, Berlin
- 1976 – Grupa Wiosna, KMPiK. Koszalin
- 1976 – XI Plener młodych, Miastko
- 1978 – Pelitzhof '76, Zentrum Bildende Kunst Neubrandenburg, Neubrandenburg
- 1978 – Plener pytań – Miastko 78, Miastko
- 1979 – Re-wizja II. Wystawa akcji fotograficznej, BWA, Koszalin
- 1979 – XVII Spotkania Artystów, Naukowców i Teoretyków Sztuki w Osiekach, Osieki
- 1979 – Młoda Plastyka Polskiego Wybrzeża, Muzeum Pomorza Zachodniego, Szczecin
- 1980 – XVIII Spotkania Artystów, Naukowców i Teoretyków Sztuki w Osiekach, Osieki
- 1981 – Nowe zjawiska w sztuce polskiej lat siedemdziesiątych, BWA, Sopot
- 1981 – XIX Spotkania Artystów, Naukowców i Teoretyków Sztuki w Osiekach, Osieki
- 1982 – Rok, mieszkanie prywatne, Koszalin
- 1983 – Pielgrzymka artystyczna: Niech żyje sztuka, Łódź
- 1983 – Po roku, mieszkanie prywatne, Koszalin
- 1983 – I Plener Prywatny, Teofilów
- 1984 – Kolęda artystyczna. Bez hasła, Koszalin
- 1984 – Nieme kino Strych, Łódź
- 1984 – Tango Festiwal, Pracownia Dziekanka, Warszawa
- 1984 – Po roku, mieszkanie prywatne, Koszalin
- 1985 – Obrazy (Exchange Gallery), Galeria Wymiany, Łódź
- 1985 – Po roku, mieszkanie prywatne, Koszalin
- 1985 – Nieme kino Strych, Łódź
- 1986 – Po roku, Galeria Na Plebanii, Koszalin
- 1987 – II Biennale Sztuki Nowej, BWA, Zielona Góra
- 1987 – Po roku, mieszkanie prywatne, Koszalin
- 1987 – Zapraszam do pracy – Spichrz, Karlino
- 1988 – Abbilder der Realität, Villa Winkel, Ochtrup
- 1988 – Po roku, mieszkanie prywatne, Koszalin
- 1988 – Zapraszam do pracy – Spichrz, Karlino
- 1989 – Lochy Manhattanu, Muzeum Kinematografii, Łódź
- 1989 – Zapraszam do pracy, BWA, Koszalin
- 1989 – Zapraszam do pracy – Spichrz, Karlino
- 1989 – Sztuka jako gest prywatny, BWA, Koszalin
- 1991 – Kręgi Wschodniej, CSW Zamek Ujazdowski, Warszawa
- 1991 – Zapraszamy do pracy, Zamek Książąt Pomorskich, Darłowo
- 1992 – Sztuka osobna, czyli Republika Artystów Niezależnych, CSW Zamek Ujazdowski, Warszawa
- 1992 – Der Raum der Worte. Polnische Avantgarde und Kunstlerbücher 1919-1990, Kieler Schloß, Kiel
- 1992 – II Spotkania Sztuki Aktywnej, BWA Wieża Ciśnień, Konin
- 1992 – Książki i strony. Polska książka awangardowa i artystyczna 1919-1992, CSW Zamek Ujazdowski, Warszawa
- 1993 – Moje Archiwum, Galeria Arsenał, Białystok
- 1993 – Ogólnopolskie Spotkania Artystów Krasiczyn '93, Państwowa Galeria Sztuki Współczesnej, Przemyśl
- 1995 – 40 lat ZPAP na Pomorzu Środkowym, BWA, Koszalin
- 1995 – Sztuka na Pomorzu po roku 1945, Zamek Książąt Pomorskich, Szczecin[1]
- 1996 – I Europejskie Spotkania Artystyczne Borne Sulinowo, Borne Sulinowo
- 1997 – Energia obrazu, Galeria Miejska Arsenał, Poznań
- 1997 – Energia obrazu, Bunkier Sztuki, Kraków
- 1997 – II Europejskie Spotkania Artystyczne Borne Sulinowo, Borne Sulinowo
- 1998 – III Europejskie Spotkania Artystyczne Borne Sulinowo, Borne Sulinowo
- 1999 – Miejsca Sygnowane, CSW Zamek Ujazdowski, Warszawa
- 1999 – IV Europejskie Spotkania Artystyczne Borne Sulinowo, Borne Sulinowo
- 2000 – Forum galerii i innych miejsc sztuki w Polsce, CSW Łaźnia, Gdańsk
- 2000 – VII Edycja Konstrukcji w procesie. Ta ziemia jest kwiatem, Międzynarodowe Muzeum Artystów, Muzeum Okręgowe, Bydgoszcz
- 2001 – W innym świetle, Muzeum w Koszalinie, Koszalin
- 2002 – Energie pejzażu, Muzeum Narodowe, Szczecin
- 2002 – Energien einer Landschaft, Kunsthalle, Rostock
- 2002 – Paszport, Kulturhaus Zanders, Bergisch Gladbach
- 2002 – II Multimedialne Spotkania Artystyczne, Lubieszewo
- 2003 – Obiekty mentalne, Studio Mozer, Łódź
- 2003 – Wystawa, Pracownia Intermedialna Four Seasons, Gąski
- 2003 – III Multimedialne Spotkania Artystyczne, Lubieszewo
- 2004 – Inspiracje, Galeria OFFicyna, Szczecin
- 2004 – Multimedialna kolekcja Józefa Robakowskiego, Centrum Rzeźby Polskiej, Orońsko
- 2004 – IV Multimedialne Spotkania Artystyczne, Lubieszewo
- 2005 – Sztuka potrzebna inaczej, Galeria OFFicyna, Szczecin
- 2005 – V Multimedialne Spotkania Artystyczne, Lubieszewo
- 2005 – Kolekcja – Wystawa pierwsza: Ogród Sztuki, Fundacja Sztuki Współczesnej „In Situ”, Podkowa Leśna
- 2006 – Symptomy. Współczesna sztuka na Pomorzu Zachodnim, Muzeum Narodowe, Szczecin
- 2006 – Sztuka w opłotkach, Galeria Scena, Koszalin
- 2006 – VI Multimedialne Spotkania Artystyczne, Lubieszewo
- 2007 – Rybka 707, Muzeum w Koszalinie, Koszalin
- 2007 – VII Multimedialne Spotkania Artystyczne, Lubieszewo
- 2008 – Muzeum gry, Muzeum Narodowe, Szczecin
- 2008 – Muzeum gry, Galeria Wozownia, Toruń
- 2008 – Prekursorzy współczesności. Nowoczesna sztuka Koszalina (1945-2000), Zamek Książąt Pomorskich, Szczecin
- 2008 – Awangarda w plenerze. Osieki-Łazy 1963-1981, Muzeum w Koszalinie, Koszalin
- 2008 – VIII Multimedialne Spotkania Artystyczne, Lubieszewo
- 2008 – Dedykacje – minifestiwal (Artystyczne urodziny Z. Warpechowskiego), BWA, Sandomierz
- 2009 – IX Multimedialne Spotkania Artystyczne, Lubieszewo
- 2010 – Jubileusz. 5 lat działalności Galerii Scena, Galeria Scena, Koszalin
- 2010 – X Multimedialne Spotkania Artystyczne, Lubieszewo
- 2011 – Nowocześni z Koszalina. Niepoprawna sztuka peryferii, Galeria Sztuki Najnowszej, Gorzów Wielkopolski
- 2011 – XI Multimedialne Spotkania Artystyczne, Lubieszewo
- 2013 – Niepoprawna sztuka peryferii. Nowocześni z Koszalina, Bałtycka Galeria Sztuki Współczesnej, Słupsk
- 2013 – Jeszcze inna książka przy Festiwal Sztuki i Dokumentacji, Galeria Wymiany, Łódź
- 2013 – Sztuka wymiany. Kolekcja Józefa Robakowskiego Uśpiony kapitał 4, Muzeum Pałacu w Wilanowie, Warszawa
- 2013 – Dyskretny urok dekadencji, Muzeum Narodowe, Szczecin
- 2013 – Aktywna cisza, Galeria Działań, Warszawa
- 2015 – Otwarta kolekcja, Muzeum Narodowe, Szczecin
- 2015 – Niepoprawna sztuka peryferii. Nowocześni z Koszalina, Galeria Sztuki Współczesnej „Miejsce Sztuki 44”, Świnoujście
- 2022 – Asocjacje – jak gdyby, tak jakby..., Instytut Cybernetyki Sztuki i Galeria Spiż 7, Gdańsk